# Käringviken
Käringviken är en sjö i Finland. Den ligger i Pargas stad i landskapet Egentliga Finland, i den sydvästra delen av landet, 180 km väster om huvudstaden Helsingfors. Käringviken ligger 13 meter över havet. Den ligger på ön Storlandet. Arean är 22,2 hektar och strandlinjen är 3,07 kilometer lång. Sjön  ingår i Södra Skärgårdshavets avrinningsområde. 